# Полозово (Томская область)
Полозово — исчезнувшая деревня в Молчановском районе Томской области России. На момент упразднения входила в состав Колбинского сельсовета. Упразднена в 1989 г.

## География
Располагалась на правом берегу реки Татош, в 3 км (по прямой) к северо-западу от села Колбинка.

## История
Деревня была основана в 1900 г. В 1926 году посёлок Полозовский состоял из 81 хозяйства. В административном отношении входил в состав Колбинского сельсовета Молчановского района Томского округа Сибирского края.
Решением Молчановского райисполкома от 10.01.1989 № 8 деревня исключена из учётных данных.

## Население
| 1926 | 1939 | 1952 | 1959 | 1970 | 1979 | 1989 |
| ---- | ---- | ---- | ---- | ---- | ---- | ---- |
| 398  | ↘364 | ↘316 | ↘246 | ↘171 | ↘32  | ↘0   |

Согласно переписи 1926 года основным населением посёлка были поляки.